# Svorak

Svorak tangentsbordlayout

Svorak är en inofficiell svensk variant av den alternativa engelska tangentbordslayouten Dvorak. Skillnaden mot Dvorak är att de tre knapparna apostrof, punkt och kommatecken i övre vänstra delen av layouten är utbytta mot de svenska vokalerna Å, Ä och Ö och har i stället flyttats till andra delar av tangentbordet.
Det finns även andra svenska varianter av  Dvorak.